# Mary M. Talbot
Mary Talbot (Wigan, 1954) è una fumettista e saggista britannica.
Il suo primo romanzo grafico fu Dotter of Her Father's Eyes, pubblicato da Jonathan Cape nel 2012 e illustrato dal marito Bryan Talbot, che vinse il Costa biography prize.
Talbot conseguì il dottorato di ricerca presso l'Università di Lancaster. Dopo una serie di insegnamenti diventò lettrice presso l'Università di Sunderland nel 1997.

## Opere principali
- Talbot, Mary M., con illustrazioni di Bryan Talbot. 2016. The Red Virgin and the Vision of Utopia. Graphic Novel Milwaukie, OR: Dark Horse Comics.
- Talbot, Mary M., con illustrazioni di Kate Charlesworth. 2014. Sally Heathcote: Suffragette. Graphic novel Milwaukie, OR: Dark Horse Comics.
- Talbot, Mary M., e Bryan Talbot. 2012. Dotter of Her Father's Eyes. Graphic novel Milwaukie, OR: Dark Horse Comics.
- Talbot, Mary M. 1998. Language and gender: an introduction. Cambridge, UK: Polity Press.[5][6][7]
- Talbot, Mary M. 1995. Fictions at work: language and social practice in fiction. London: Longman.
- Talbot, Mary. 1992 The construction of gender in a teenage magazine, in Critical language awareness: 174-200.